# قیام ژوئن
قیام ژوئن در لیتوانی (لیتوانیایی: Birželio sukilimas) یک دوره کوتاه در تاریخ لیتوانی بین اولین اشغال بالتیک توسط شوروی (۱۹۴۰) و اشغال نازی در اواخر ژوئن ۱۹۴۱ بود. تقریباً یک سال قبل از آن، در ۱۵ ژوئن ۱۹۴۰، ارتش سرخ لیتوانی را اشغال کرد و جمهوری شوروی سوسیالیستی لیتوانی نامحبوب را ایجاد و لیتوانی را اشغال کرد. سرکوب سیاسی و ترور برای ساکت کردن منتقدان و سرکوب هرگونه مقاومتی به کار گرفته شد. هنگامی که آلمان نازی به اتحاد جماهیر شوروی در طی عملیات بارباروسا در ۲۲ ژوئن ۱۹۴۱ حمله کرد، بخش متنوعی از جمعیت لیتوانی علیه رژیم شوروی قیام کردند، استقلال مجدد را اعلام کردند و دولت موقت کوتاه مدت را تشکیل دادند. دو شهر بزرگ لیتوانیایی، کاوناس و ویلنیوس، قبل از رسیدن ورماخت به دست شورشیان افتاد.